# 8707 Arakihiroshi
8707 Arakihiroshi eller 1994 CE2 är en asteroid i huvudbältet som upptäcktes den 12 februari 1994 av den japanska astronomen Takao Kobayashi vid Ōizumi-observatoriet. Den är uppkallad efter den japanske amatörastronomen Hiroshi Araki.